# Georg Davidsohn

Georg Davidsohn

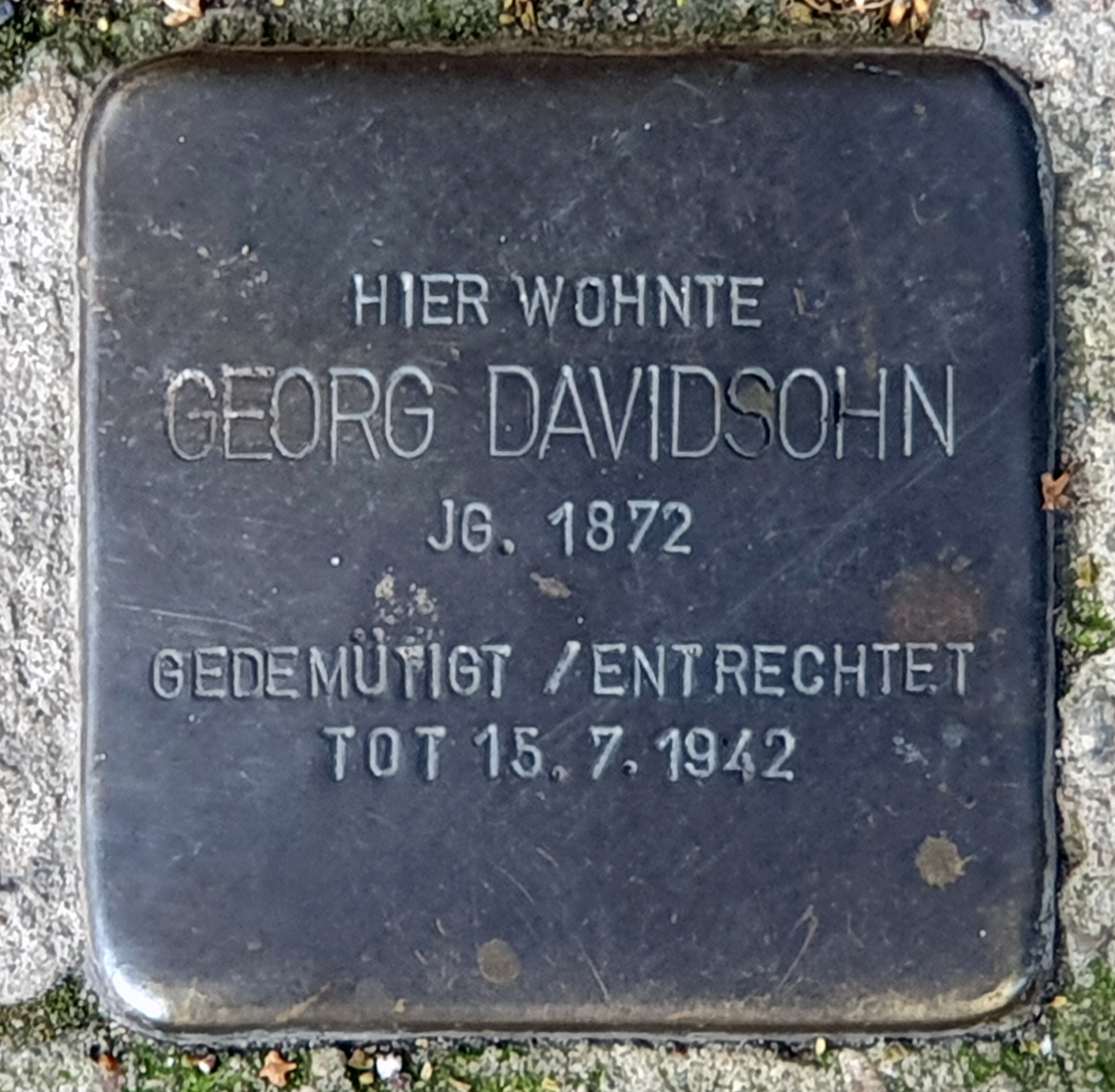
Stolperstein gegenüber des Hauses, Jacobystraße 5, in Berlin-Mitte

Georg Robert Davidsohn (* 20. August 1872 in Gnesen; † 15. Juli 1942 in Berlin) war ein deutscher Politiker der SPD und Journalist.

## Leben und Beruf
Nach dem Abitur 1892 in Berlin studierte Davidsohn, der jüdischen Glaubens war, in Berlin Philosophie. 1897/98 leistete er beim 2. preußischen Grenadier-Regiment seinen Militärdienst ab. Von 1895 bis 1905 war er als Privatlehrer und Übersetzer tätig, anschließend war er als Nachfolger Kurt Eisners für fünf Jahre Redakteur der SPD-Zeitung Vorwärts. Ab 1911 war er Deutschland-Korrespondent der Brüsseler Zeitschrift Peuple. Daneben war von 1903 bis 1919 Schriftleiter der Zeitschrift Der abstinente Arbeiter. Im Ersten Weltkrieg wurde er bei der Grenadiertruppe, zuletzt im Range eines Vizefeldwebels, eingesetzt.
Davidsohn gehörte dem Schutzverband Deutscher Schriftsteller, dem Verein Arbeiterpresse sowie dem Reichsbund der Kriegsbeschädigten und ehemaligen Kriegsteilnehmer an. In Letzterem war er zeitweilig Vorstandsmitglied. Nach 1920 war er weiterhin publizistisch tätig, seine Schriften wurden u. a. im von Gustav Laukant geleiteten Klassenkampf-Verlag der USPD veröffentlicht. Nach der Machtergreifung der Nationalsozialisten im Jahr 1933 wurde Davidsohn aus politischen und rassistischen Gründen verfolgt. Während des Zweiten Weltkriegs tauchte er unter.

## Partei
Davidsohn war seit Ende des 19. Jahrhunderts Mitglied der SPD. Er setzte sich insbesondere für die Bekämpfung des Alkoholmissbrauchs ein. Nachdem er 1920 nicht als Kandidat für die Reichstagswahl aufgestellt worden war, trat er aus der SPD aus.

## Abgeordneter
Davidsohn gehörte von 1912 bis 1918 dem Reichstag des Kaiserreiches an, in welchem er den Wahlkreis Liegnitz 1 (Grünberg-Freystadt) vertrat. 1919/20 war er Mitglied der Weimarer Nationalversammlung.

## Öffentliche Ämter
Nach der Novemberrevolution hielt Davidsohn am 12. November 1918 eine Rede vor tausenden Zuhörern auf dem Neuen Markt in Emden. Daraufhin wurde er für rund drei Wochen Mitglied des Emder Arbeiter- und Soldatenrates.

## Ehrungen
Am 17. Oktober 2022 wurde vor seinem ehemaligen Wohnort, Berlin-Mitte, Jacobystraße ggü. 5, ein Stolperstein verlegt.

## Veröffentlichungen
- Das Braukapital und seine Knappen, Berlin 1910.
- Deutsch – Französisch. Sprachbuch für Feldsoldaten, Verlag des Vorwärts, Berlin 1914.
- Die Geschäftsordnung der Nationalversammlung. Eine Studie, Verlag für Sozialwissenschaften, Berlin 1919.
- Deutschlands Lebensmittel- und Rohstoffversorgung, Berlin 1919.
- Die Erdolchung der deutschen Ernährungsfront, Berlin 1920.
- Der Dolchstoß der USPD – Von einem Frontkämpfer, Berlin 1925.